# James Bruce Bussel
James Bruce Bussel (geb. vor 1975) ist ein US-amerikanischer Mediziner (Pädiatrie).

## Leben
Bussel studierte an der Yale University (Bachelor-Abschluss) und am College of Physicians and Surgeons der Columbia University (M.D.-Abschluss 1975). Seine Facharztausbildung absolvierte er am Cincinnati Childrens Hospital (Residency) und war danach Fellow in pädiatrischer Onkologie und Hämatologie am Memorial Sloan-Kettering Cancer Center und am NewYork-Presbyterian Hospital der Cornell University, wo er 1980/81 Chief Fellow war. Er ist Professor für Pädiatrie am Weill Cornell Medical College der Cornell University.   
Seit den 1980er Jahren entwickelte er Therapien gegen die sich als Thrombozyten-Mangel darstellende Autoimmunkrankheit ITP bei Kindern und Erwachsenen und leitete dazu klinische Studien.
2012 erhielt er mit Richard L. Berkowitz den König-Faisal-Preis. Bussel arbeitete mit dem New Yorker Gynäkologen Berkowitz über mehr als zwei Jahrzehnte an der Erforschung und Entwicklung von diagnostischen Verfahren und nicht-invasiven Therapieverfahren für Alloimmun-Thrombozytopenie (FAIT beim Fötus, NAIT beim Neugeborenen),  in der die Mutter Antikörper gegen die Blutplättchen (Thrombozyten) des Embryos bildet, was zu schwerwiegenden Behinderungen und Todesfällen bei den Kindern führen kann (rund 10 % der Fälle bei Nicht-Behandlung), da der Thrombozytenmangel zu Blutungen führt. Sie tritt etwa bei einer auf tausend Geburten auf, wurde aber oft zu spät erkannt. Dabei entwickelte Bussel ein Therapieverfahren über die intravenöse Gabe von Immunglobulinen an den Fötus im Mutterleib.
Für 2023 wurde Bussel die Henry M. Stratton Medal zugesprochen.

## Schriften
- mit M. F. Murphy: Advances in the management of alloimmune thrombocytopenia, British Journal of Haematology, Band 136, 2007, S. 366–378